# Польовий Валерій Петрович
Валерій Петрович Польовий (Могила) (*3 червня 1927, Одеса — †2 травня 1986, Київ) — український композитор, учень Бориса Лятошинського, член Спілки композиторів СРСР, лауреат Всесоюзного конкурсу композиторів (1958).

## Біографія
Батько — Петро Іванович Могила, артист Державного Українського народного хору ім. Г. Верьовки (псевдонім «Петро Польовий»).
Мати — Марія Петрівна Могила (Федорова, Казакова), артистка ТРАМу (Петроград), режисер. 
 Брат — Геннадий Петрович Польовий (Могила), український художник-графік. Дочка — Вікторія Валеріївна Польова, український композитор, лауреат премії ім. Бориса Лятошинського.
- 1950 — закінчив з відзнакою Київську державну консерваторію по класу композиції Б. М. Лятошинського.
- 1950 — разом із братом був заарештований за звинуваченням у створенні молодіжної антирадянської організації, так званій «Народно-визвольній Партії» (НВП), «…що ставила своїм завданням підготовку збройного повстання з метою повалення політичного устрою у Радянському Союзі».
- 1950—1954 — відбував термін ув'язнення на мідних копальнях Джезказгану (Карагандинська область Казахської РСР).
- 1954 — реабілітований.
- 1955—1956 — викладав у музичних школах Києва.
- 1956—1961 — музичний редактор Видавництва образотворчого мистецтва і музичної літератури.
- 1962—1963 — редактор республіканського відділення видавництва «Радянський композитор».
- 1963—1965 — музичний редактор видавництва «Мистецтво».
- 1966 — старший методист Центрального Будинку народної творчості УРСР.
- 1973—1976 — консультант Спілки композиторів УРСР.
- 1976—1986 — консультант Київської організації Спілки композиторів УРСР.

## Твори

### Для хору та оркестру
- 1975—1980 «Реквієм» пам'яті Івана Хоменка для змішаного хору, солістів і великого симфонічного оркестру на вірші І. Драча, М. Коротича, М. Вінграновського, 
 І. Хоменка (Іван Євтихійович Хоменко, 1919—1968 — український поет, дисидент, в'язень Джезказгану).

### Для симфонічного оркестру
- 1986 Концерт для 2-х скрипок і симфонічного оркестру
- 1976 Дві п'єси: «Літні тони», «Мазурка»
- 1970 «Увертюра»
- 1970 Українська сюїта № 1
- 1967 «Жовтневе вітання»
- 1962 «Сатиричне скерцо»
- 1961 Два вальси
- 1960 Симфонічна поема «Пісня»
- 1952 «Український танець»
- 1950 «Поема»

### Для оркестру українських народних інструментів
- 1972 Концерт для цимбалів та оркестру українських народних інструментів
- 1972 «Гопак»
- 1970 Українська сюїта № 2 («Коломийки»)
- 1969 Поема «Чуєш, брате мій»
- 1968 «Співаночки»
- 1963 «Козачок»
- 1963 Картина «Зачаровані далі»
- 1962 Скерцо «Космонавти»

### Камерно-інструментальні твори
- 1973 Струнний квартет № 2
- 1966 «Поема» для фортепіано та кольор-органу
- 1949 Струнний квартет № 1

### Для фортепиано
- 1948 Соната
- 1948 Дві поеми
- П'єси для дітей

### Для голосу та фортепіано
- 1968 Вокальний цикл «Листи до Янека» (сл. Н. Сосніної)
- Романси на вірші С. Єсеніна, В. Вернадського, Л. Забашти, Т. Коломієць, І. Неходи, І. Хоменка та ін.

### Для народних інструментів
- 1971 «Елегія» для шестиструнної гітари
- 1971 Концертна фантазія для балалайки і фортепіано
- 1967 Сюїта для балалайки і фортепіано
- 1967 Чотири п'єси для балалайки і фортепіано
- 1966 Дві концертні п'єси для домри і фортепіано
- 1966 Сюїта для дуету бандур
- 1965 «Веселі етюди» для бандури
- 1964 Соната для домри і фортепіано
- 1964 «Альбом бандуриста»
- 1958 «Етюд» для баяна
- Працюючи у музичних школах Києва з 1955 по 1956 роки, композитор цікавиться педагогічними проблемами. В цей час дедалі ширше розгалужувалась мережа дитячих музичних шкіл, тому і стояло питання про педагогічний репертуар, зокрема такий, який би налічував твори радянських композиторів. Така тенденція спонукала композитора до написання циклу із десяти маленьких, дитячих п`єс для цимбалів: "А ну, дожени! А от і дожену!", "Новина, Вже чув?", "Джерельце", "А от і не так!", "Лебідь у щоденнику", "Жайворонки", "Що ж воно таке?", "На дельтаплані", "Перемога: 2–0", "Коли скінчиться дощ?"  Більшість цих п’єс увійшли до збірок Дмитра Попічука: «Цимбали. 1–3 класи», «Цимбали. 4–5 класи», «Цимбали. І випуск» та вдало доповнюють педагогічний репертуар цимбалістів.

### Обробки
- 1968 Дума «Плач невільників»
- хори, пісні, перекладення для капели бандуристів (видавництво «Музика»)